# Cirkumpolarna sazvežđa
U astronomiji, pojam ciklumpolarna sazvežđa označava grupu od 6 sazvežđa koji nikada ne zalaze ispod horizonta. Ova sazvežđa su:Mali medved, Veliki medved, Zmaj, Cefej, Kasiopeja i manje poznato sazvežđe Camelopardalis.
Zbog rotacije Zemlje i njenog orbitiranja oko Sunca, sazvežđa se mogu podeliti u dve grupe:
- sezonska sazvežđa-pojavljuju se samo u određeno doba godine
- cirkumpolarna i anticirkumpolarna sazvežđa-ili su uvek na nebu, u svako doba godine, ili u slučaju anticirkumpolarnog sazvežđa, nikada nisu na nebu

Cirkumpolarna sazvežđa nalaze se u uskom krugu oko Polarisa, zvezde koja trenutno pokazuje pravac severnog nebeskog pola. Za posmatrača na Zemlji, pojava njene rotacije ogleda se kroz to da se sve zvezde i sazvežđa prividno kreću oko Polarisa. Na ekvatoru se ne vide cirkumpolarna sazvežđa. Na južnoj hemisferi takođe postoje cirkumpolarna sazvežđa, ali se ne kreću oko severnog nebeskog pola već oko južnog nebeskog pola.